# (Reach Up for The) Sunrise
(Reach Up for The) Sunrise is een nummer van de Britse new waveband Duran Duran uit 2004. Het is de eerste single van hun elfde studioalbum Astronaut.
"(Reach Up for The) Sunrise" is een nummer in de stijl van de new wave-muziek uit de jaren '80, en werd over het algemeen een klein hitje in Europa. In het Verenigd Koninkrijk haalde het de 5e positie. In Nederland bleef het nummer steken op de 4e positie in de Tipparade, in de Vlaamse Ultratop 50 haalde het de 42e positie.